# Stenopleustes monocuspis
Stenopleustes monocuspis är en kräftdjursart som beskrevs av J. L. Barnard och Given 1960. Stenopleustes monocuspis ingår i släktet Stenopleustes och familjen Pleustidae. Inga underarter finns listade i Catalogue of Life.